# Гаряча газова сфера навколо Чумацького Шляху
Гарячий газ навколо Чумацького Шляху — це величезна сфера розрідженого газу з високою температурою, яка оточує нашу галактику. Відкриття цього явища стало важливим кроком у вивченні міжгалактичного середовища та його взаємодії з галактичними процесами.

## Відкриття
Ця сфера була виявлена астрономами кілька десятків років тому завдяки рентгенівському випромінюванню, що випускається гарячим газом. Діаметр сфери становить близько 700 000 світлових років, що у сім разів перевищує розмір Чумацького Шляху. Температура газу коливається від кількох мільйонів до 10 мільйонів градусів Цельсія.
Присутність цього газу також була зафіксована у спектрах світла від далеких квазарів, де він проявляється як поглинальне середовище. Однак дослідження показали, що газ, який випромінює рентгенівське світло, відрізняється від газу, який впливає на спектри квазарів.

## Джерело енергії
Основним джерелом нагрівання гарячого газу є вибухи масивних зірок у галактичному диску. Під час перетворення зірок на наднові їхні вибухи нагрівають навколишній газ до екстремально високих температур. Цей процес також насичує газ важкими хімічними елементами, такими як сірка, магній і неон.
Нагрітий газ піднімається з галактичного диска, взаємодіє з міжгалактичним середовищем і поступово остигає. Частина матеріалу може повертатися назад у галактику, сприяючи новим зореутворювальним процесам.

## Наукове значення
Дослідження гарячого газу навколо Чумацького Шляху допомагає зрозуміти механізми, які підтримують високу температуру та структуру цього середовища. Поєднання активного зореутворення та вибухів наднових є ключовими чинниками існування гарячої газової сфери.

## Спостереження
Ознаки існування цього явища були виявлені завдяки рентгенівському випромінюванню, яке фіксують сучасні телескопи, та аналізу світла далеких об'єктів, таких як квазари. Дані про гарячий газ надають унікальну інформацію про динаміку міжзоряного і міжгалактичного середовища.